# Orthotrichum bryoides
Orthotrichum bryoides là một loài rêu trong họ Orthotrichaceae. Loài này được Griff. mô tả khoa học đầu tiên năm 1842.